# Venteira
Venteira es una freguesia portuguesa del municipio de Amadora, distrito de Lisboa.

## Historia
El 28 de enero de 2013, en aplicación de una resolución de la Asamblea de la República de Portugal, promulgada el 16 de enero de 2013, perdió su zona norte que se sumó a la freguesia de Mina de Água y ganó la zona norte de la freguesia de Reboleira, varias partes de la freguesia de Alfragide y una parte de la freguesia de Damaia.

## Demografía
| Gráfica de evolución demográfica de Venteira entre 2011 y 2021 |
|                                                                |
| Datos según el nomenclátor publicado por el INE portugués.     |